# Zvonko Milković
Zvonko Milković (Varaždin, 1. listopada 1888. – Zagreb, 3. ožujka 1978.) bio je hrvatski pjesnik i putopisac. 

## Životopis
Osnovnu školu i Klasičnu gimnaziju pohađao je u Varaždinu, a na sveučilištima u Zagrebu, Pragu i Beču studirao je pravo. Godine 1913. u Zagrebu postaje doktor prava.
Radni vijek započinje kao odvjetnički pripravnik u Zagrebu (1913. – 1915.). Radi kao kao novinar u Obzoru (1915. – 1917.), pa ponovo u Varaždinu kao odvjetnički pripravnik (1920. – 1921.).
Godine 1922. kratko radi kao vanjski dopisnik Jutarnjeg lista iz Njemačke te se vraća u Varaždin, kao odvjetnik odlazi u mirovinu 1955. te se posvećuje samo književnom radu.
Svoje prve pjesme objavljuje tijekom studija, iako je već u varaždinskoj Gimnaziji počeo iskazivati talenat i sklonost književnosti kod prof. Ivana Milčetića. Tako od 1908. objavljuje u časopisima Mlada Hrvatska, Grabancijaš i Savremenik. Akademik Cvjetko Milanja ga navodi kao pripadnika "struje postmatoševske impresionističke lirike, odn. mladoliričkoga novosimbolizma, obilježenoga harmoničnim muzikalnim stihovima, strogim formama te motivikom transcendiranoga pejzaža."
Milković je pjesme pisao na standardnom književnom jeziku i kajkavskom.
Pripada drugoj generaciji hrvatske moderne. Zastupljen je u antologiji Hrvatska mlada lirika sa šest pjesama.
Svoje pjesme Milković je posvetio Varaždinu te ga književna javnost doživljava kao "najvaraždinskijeg" pjesnika, a književna ga je kritika ocjenjuje kao jednog od najvažnijih intimističkih pjesnika svog doba.
U njegovu čast, Gradska knjižnica i čitaonica Metel Ožegović i Ogranak Matice hrvatske u Varaždinu, 2019. godine utemeljili su pjesničku nagradu Zvonko Milković.
Umro je u Zagrebu, a pokopan na Gradskom groblju Varaždin.

## Djela
- Pjesme (poezija) (vlastita naklada, Zagreb, 1914.)
- Pobožni časovi (poezija) (Hrvatski izdavački bibliografski zavod, Zagreb, 1944.)
- Izabrane pjesme (poezija) (Matica hrvatska, zagreb, 1961.)
- Krenimo rano ujutro (zbirka putopisa) (Kulturno prosvjetno vijeće općine, Varaždin, 1968.)
- Pjesme (poezija) (Zora, zagreb, 1971.)
- Legende o sakritoj sreći (poezija) (Znanje, Zagreb, 1976.)

Posthumno
- Iz starog Varaždina (poezija) (NIŠRO, Varaždin. 1979.)
- Pjesme samotnika (poezija) (Matica hrvatska, Varaždin, 2004.)

## Vanjske poveznice
- Warasdiniensia: Zvonko Milković